# Кирилл (Пападопулос)
Митрополи́т Кири́лл Пападо́пулос (греч. Μητροπολίτης Κύριλλος Παπαδόπουλος; 1916 — 8 июля 1986) — епископ Александрийской православной церкви, митрополит Зимбабвийский.

## Биография
До избрания епископом служил настоятелем кафедрального собора Константина и Елены в Йоханнесбурге, окормляя местную греческую паству.
14 ноября 1968 года была учреждена Родезийская митрополия, правящим епископом которой был избран архимандрит Кирилл.
1 декабря 1968 года хиротонисан во епископа Родезийского с возведением сан митрополита. Хиротонию совершили: Gатриарх Александрийский Николай VI, митрополит Нубийский Синесий (Ласкаридис), митрополит Карфагенский Парфений (Койнидис), митрополит Аккрский Евстафий (Евстафиу) и митрополит Ермопольский Павел (Менас).
В 1981 году в связи с переименованием Родезии в Зимбабве, титул изменён на «Зимбабвийский».
Скончался 8 июля 1986 года в Александрии.
В 1996 году Патриарх Александрийский прибыл в Булавайо чтобы благословить монумент в память митрополита Кирилла, первого архиерею на Зимбабвийской кафедре.